# ジョンベネ殺害事件の謎
『ジョンベネ殺害事件の謎』（Casting JonBenet）は、ジョンベネ殺害事件とその影響を扱ったキティ・グリーン監督による2017年のドキュメンタリー映画である。

## プロット
『ジョンベネ殺害事件の謎』は架空の映画のキャスティングプロセスの記録という体裁である。ラムジー夫妻、バーク・ラムジー、ジョン・マーク・カーといった事件関係者役のオーディションを受けるコロラド州の俳優たちのインタビューが映され、彼らは事件についての感想と推測を述べる。

## 公開
2017年1月、ネットフリックスが配給権を獲得し、2017年4月27日公開を決定した。2週間後、サンダンス映画祭でプレミア上映された。

## 評価
批評家には概ね好評価されており、Rotten Tomatoesでの支持率は82%、Metacriticでは14件のレビューで加重平均値が74/100となった。